# Ri Kwang-il
Ri Kwang-il (13 de abril de 1988) é um futebolista profissional norte-coreano que atua como goleiro.

## Carreira
Ri Kwang-il representou a Seleção Norte-Coreana de Futebol na Copa da Ásia de 2015.